# دهانورآسانا

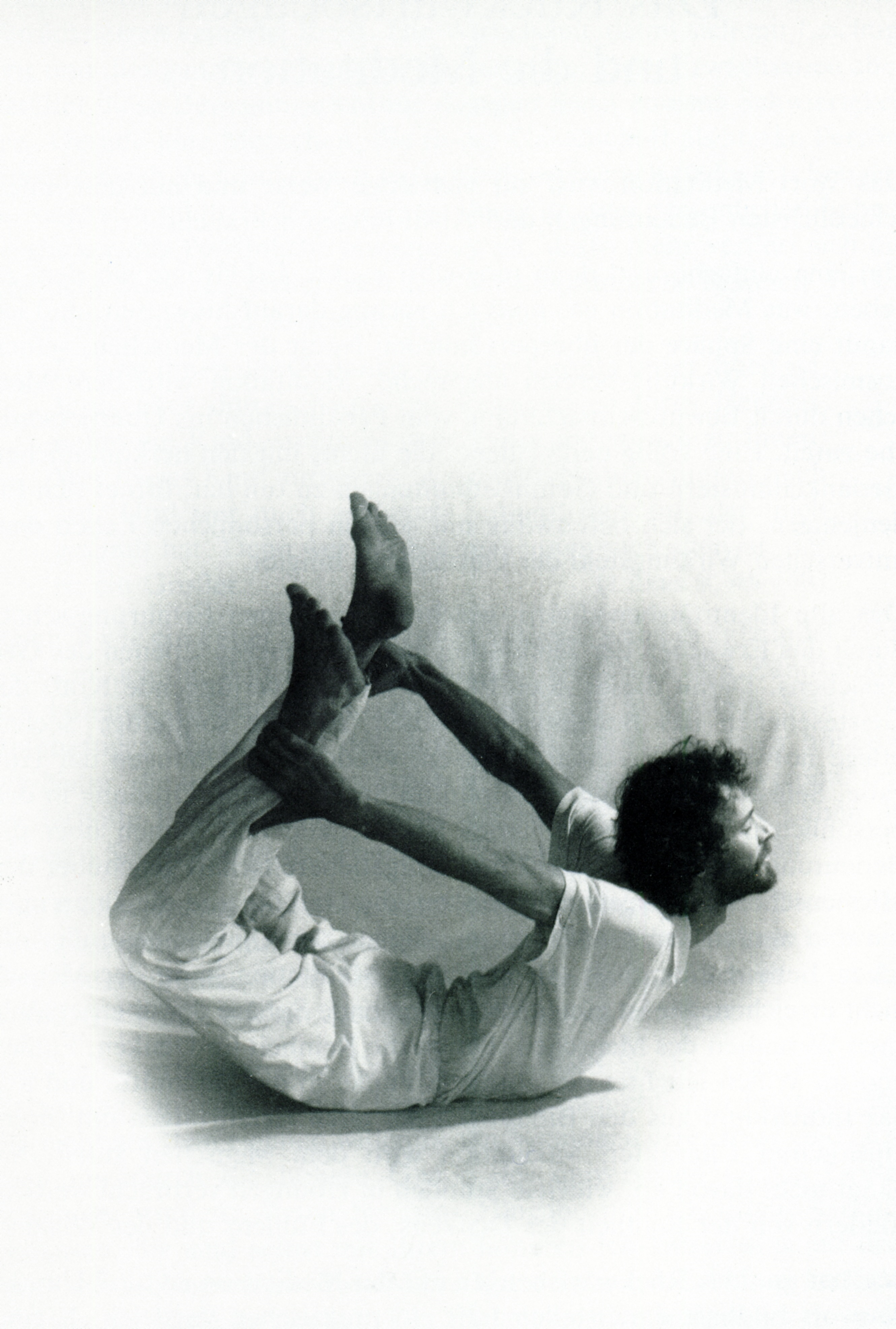
Dhanurasana

دهانورآسانا (سانسکریت: धनुरासन)، حالت کمان. خم شدن کمر در هاتا یوگا و یوگا مدرن، یک ورزش است.

## ریشه‌شناسی
این نام از کلمات سانسکریت धनुर (dhanura) به معنی " کمان "، و आसन (āsana) به معنای «حالت» و وضعیت گرفته شده‌است.
تمرین Dhanurasana دارای مراحل مختلف است. گزارش این تمرین در قرن پانزدهم هاتا یوگا پرادیپیکا مبهم است.
Dhanurasana در رقص کلاسیک هندی Bharatanatyam استفاده می‌شود.

## شرح
بر روی شکم روی زمین دراز کشیده، پاها را گرفته تا پاها و قفسه سینه بلند شده و شکل کمانی را به بدن بدهند و بازوها نشان دهنده بند کمان هستند.   (Bālāsana) را می‌توان به عنوان یک وضعیت مخالف انجام داد.